# مجلة سياسة التربية
مجلة سياسة التربية، هي مجلة أكاديمية تتم مراجعتها كل شهرين التي تغطي سياسة التعليم. تأسست في عام 1986 وتم نشرها من قبل تايلور وفرانسيس. رؤساء التحرير هما المحرر المؤسس ايفور جودسون ( جامعة برايتون ) وستيفن بول ( معهد UCL للتعليم ). وفقًا لتقارير مجلة سيتاشين، فإن للمجلة عامل مؤثر لعام 2016 يبلغ 2.313، مما يجعلها في المرتبة 24 من أصل 235 مجلة في فئة «التعليم والبحث التعليمي». 

## انظرأيضًا
- مجلة تايمز للتعليم العالي
- مجلة التربية الإسلامية
- مجلة شؤون أدبية

## روابط خارجية
- الموقع الرسمي